# Expédition Washburn-Langford-Doane
Pour les articles homonymes, voir Langford.

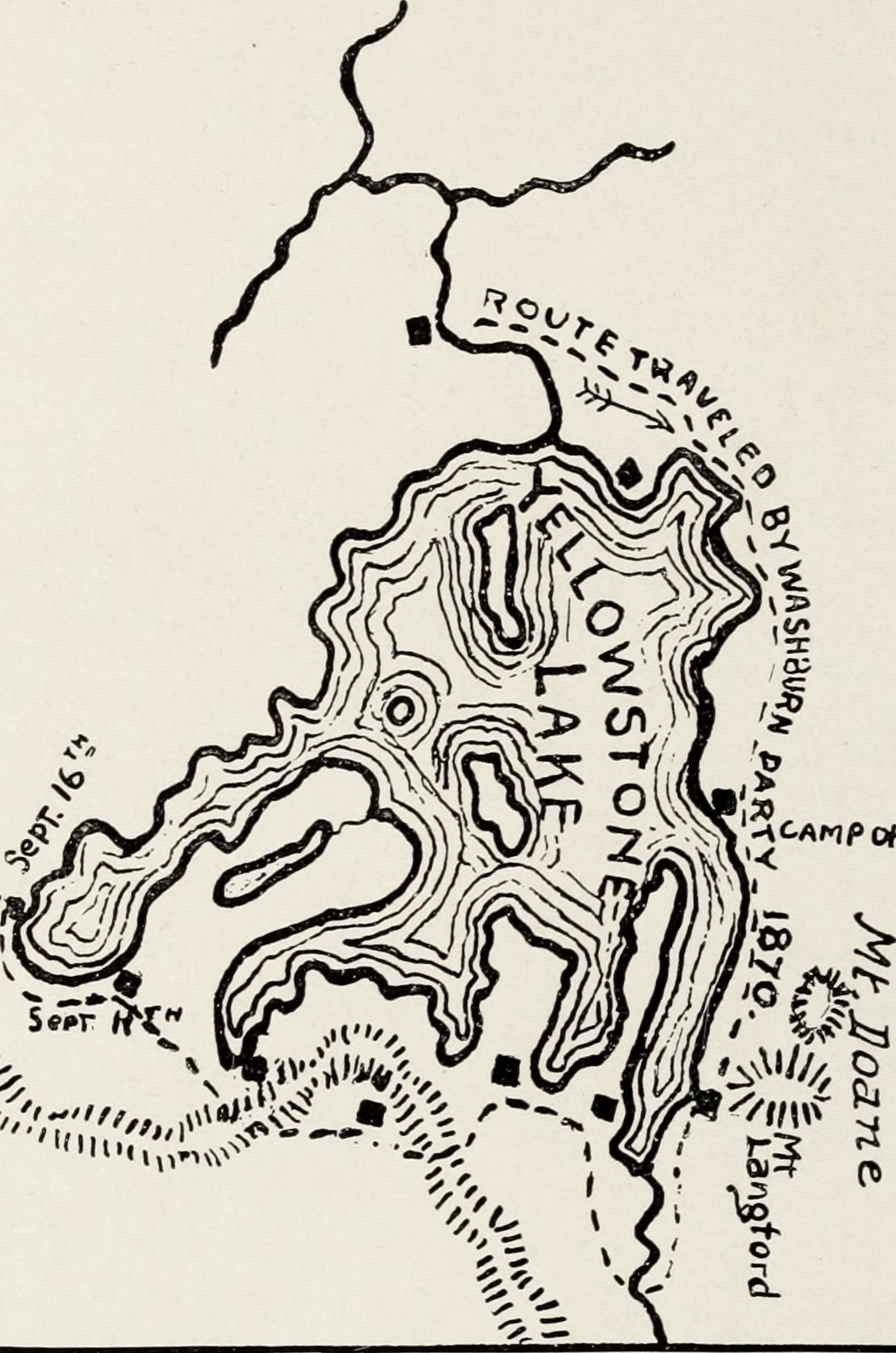
Extrait du journal de l'expédition Washburn.

L’expédition Washburn  de 1870 explora la région du nord-ouest de l’État américain du Wyoming. Cette région deviendra quelques années plus tard le parc national de Yellowstone. Conduite par Henry Washburn, Nathaniel P. Langford et sous une escorte de l’U.S. Army, dirigée par le lieutenant Gustavus C. Doane, l’expédition suivit en général le chemin de l’expédition Folsom (en) qui s’était déroulée quelques années plus tôt.
Durant l’exploration, la région du Yellowstone composée de lacs et de montagnes fut cartographiée et le milieu naturel fut également étudié. L’expédition visita Mammoth Hot Springs. En apercevant le rejet régulier d’un geyser, ils le nommèrent Old Faithful Geyser (vieux fidèle) car celui-ci entrait en éruption toutes les heures.
Un membre de l’expédition, écrivain du Montana du nom de Cornelius Hedges écrivit par la suite un grand nombre d’articles pour un journal du Montana. Hedges était en faveur de faire un parc national de la région comme l’avait proposé le gouverneur du Montana Thomas Francis Meagher.

## Référence
- (en) Aubrey L. Haines, « The Washburn Party (1870) », Yellowstone National Park: Its Exploration and Establishment, U.S. Department of the Interior, 2000 (consulté le 19 septembre 2007)